# Повстання Деніски
Повста́ння Дені́ски — перший, після Повстання Костюшка, збройний виступ поляків у боротьбі за незалежність.
Вже під кінець повстання Костюшка на Поділлі, Буковині та Волощині були організовані польські військові тренувальні табори, які підтримував уряд Туреччини і яким сприяли уряди Франції та Англії.
На початку березня 1797 р. групою офіцерів було створено Військовий союз з бригадиром Йоахімом Деніско на чолі та укладено акт повстання.
В травні 1797 р. в цій групі відбувся конфлікт, внаслідок якого Деніско склав повноваження. Разом з тим 26 травня він з групою приблизно 200 людей в районі м. Заліщики перетнув австрійський кордон.
В першому зіткненні, 30 червня під с. Добринівці, повстанці були розбиті. Взяті в полон 11 липня вони були страчені біля м. Чернівці.